# Madkatti, Bhalki
Madkatti là một làng thuộc tehsil Bhalki, huyện Bidar, bang Karnataka, Ấn Độ.